# 多齿红山茶
多齿红山茶（学名：Camellia polyodonta）是山茶科山茶属的植物，为中国的特有植物。分布于中国大陆的广西、湖南等地，生长于海拔900米的地区，常生于山坡阔叶林中、山坡林中、林缘以及山坡疏林中，目前尚未由人工引种栽培。

## 别名
宛田红花油茶（中国高等植物图鉴）

## 异名
- Camellia apolyodonta Chang et Chen
- Camellia longicaudata H. T. Chang et Liang
- Camellia ovaliformis H. T. Chang
- Camellia polyodonta How ex Hu var. longicaudata H. T. Chang et Liang